# 首切峠 (岡山県)
岡山県の首切峠（くびきりとうげ）は、日本の山陽地方の岡山県北部、真庭市美甘（旧・真庭郡美甘村。近世における美作国真島郡美甘村、幕藩体制下における美作勝山藩知行作州美甘村）に所在する峠である。
標高405メートル。南へ流れる新庄川が東の三谷山（みたにやま）と西の高山（たかやま）の山麓を分けているが、三谷山西麓の末端部に取り残されたような小さな丘陵があり、その上を首切峠が通っている。

## 概要
戦国時代後期における当地域は、美作三浦氏と尼子氏が凌ぎを削った古戦場であった。当地域を所領としていた三浦貞久を尼子晴久が攻めたもので、この史実に由来してその名で呼ばれるようになったという説がある。また、江戸時代半ばの享保11年（1726年）に美作国で起こった山中一揆（山中は当地域を含む広範地名で、真島郡および大庭郡の北部を指す）では多くの百姓が殺されたが、一揆の首謀者5名（仲間村牧分の1名、見尾村の1名、小童谷村の1名、大森村の2名、土居村の1名）が見せしめとして新庄村の今井河原で斬首されたうえで、田口村（近代における美甘村田口）の出雲街道沿いで晒し首にされており、以来その場所は「晒し場（さらしば）」と呼ばれるようになったといい、それが地名の由来になっているとの説もある。あるいはまた、その名は江戸幕藩時代（江戸時代）に刑場が置かれていたことに由来するともいう。
江戸時代には、出雲街道の、上方方面（姫路方面）の勝山宿（現在の真庭市勝山に『勝山町並み保存地区』として残る）と、出雲方面の美甘宿を結ぶ交通の要衝に位置していた。
旭川水系の一級河川である新庄川（真庭市荒田で旭川に合流する支流）は、この峠を形成する小さな丘を西に迂回する形で平仮名の「つ」を180度回転させた図を描くようにして南へ流れている。
現在は国道181号の首切トンネル（正式名称：美甘トンネル）が、荒れ果ててしまっている峠道の脇を通っている。峠を形成している丘（その地下をトンネルが通っている）の周辺一帯の斜面は、今では花見の観光名所になっており、ここの桜は「首切トンネルの桜」と呼ばれている。峠およびトンネルの所在地とほぼ同一と言ってよいこの名所の住居表示は真庭市美甘4794である。峠道を南へ1キロメートルほど進んだ所には、「首切」バス停留所がある。また、このバス停の少し手前（北側）では新庄川の支流であるその名も「首切川」が東から本流に合流している。